# 十余三
十余三（とよみ）は、千葉県成田市の大字。郵便番号は282-0009（成田国際空港内）、286-0101（その他）。

## 地理

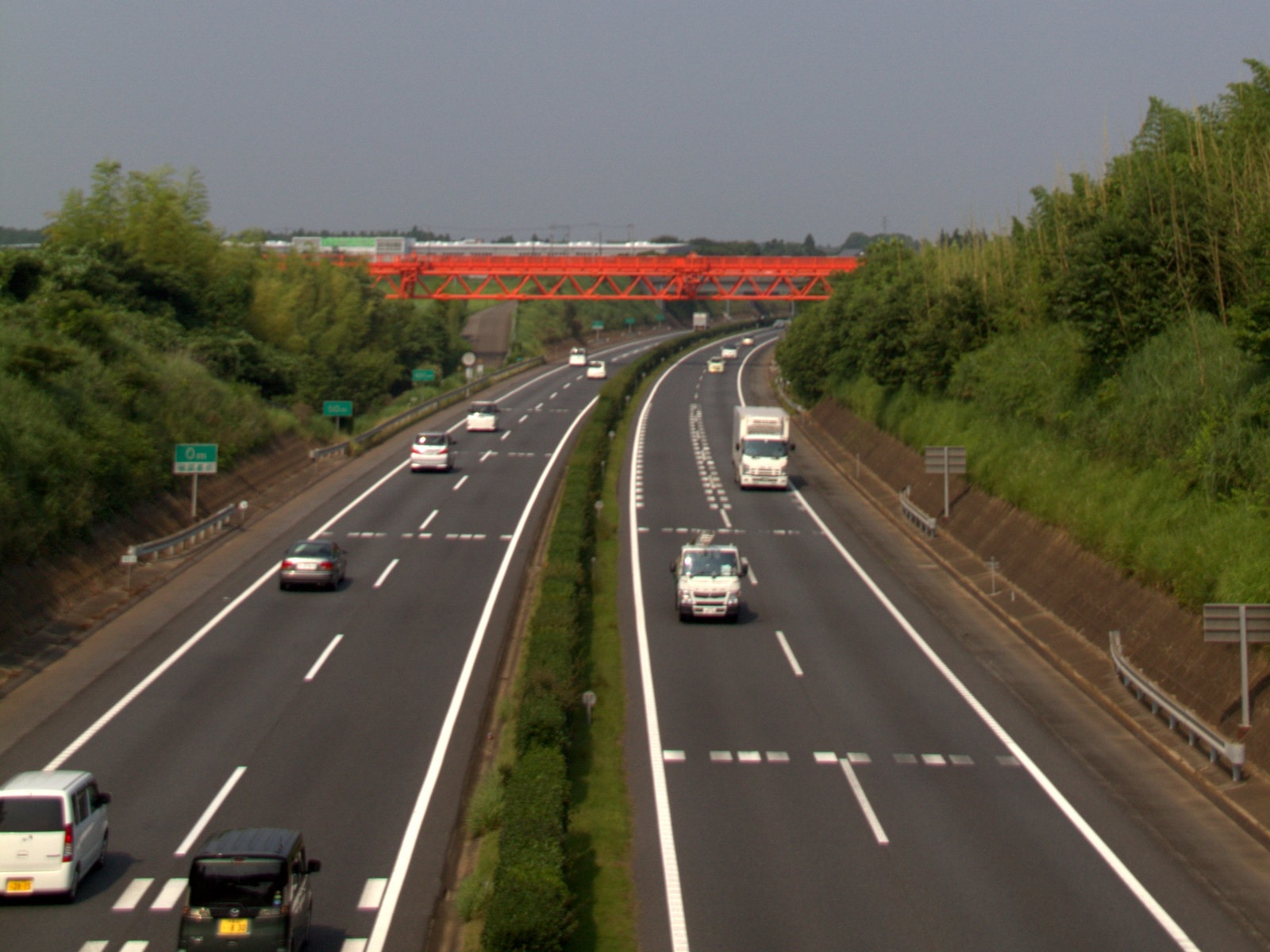
東関東自動車道と成田空港B滑走路の交差部

成田市の中央よりやや東部に位置し、遠山地区に所属する。周辺の野毛平、小泉、大室、吉岡、長田、天神峰、堀之内、長田と隣接する。
東西に東関東自動車道が通っているが、当区域にインターチェンジは無い。
南東の区域が新東京国際空港（現・成田国際空港）の敷地（二期地区）の一部となり、B滑走路の滑走路端（滑走路番号：16L）や誘導路などの施設が置かれている。
旧大栄町にあった十余三は、旧成田市の十余三と区別するため、大栄十余三と呼ばれている。

## 歴史
荒海川の上流域に多くの遺跡が存在し、成田国際空港内遺跡群と総称されている。中でも稲荷峰遺跡の約13000年前の細石刃石器群（信州系黒曜石）は本州最大規模を誇る。
江戸幕府が設置した馬牧（佐倉牧）の一部（矢作牧）であったが、1869年（明治2年）に政府が職を失った武士のための士族授産と、食料増産のための緊急開墾を東京府に命じたことにより開墾された13の入植地のうちの一つで13番目の入植地（この開墾地は少なくとも一部では東京新田との俗称もあったとされるが詳細は不明）。この地を受け持った開墾会社の社員（出資者）は、中沢彦吉と小野善助（小野組）であった。1871年8月から開墾が開始され、翌年11月に十余三村として独立した（150戸、461人）。
1929年から1年間、全国農民組合員らによる小作争議が起きた。
成田市編入前は、下埴生郡遠山村に属していた。
成田市立東小学校もあったが、2014年（平成26年）3月をもって閉校した。

## 世帯数と人口
2017年（平成29年）10月31日現在の世帯数と人口は以下の通りである。
| 大字   | 世帯数  | 人口  |
| ------ | ------- | ----- |
| 十余三 | 175世帯 | 408人 |

## 小・中学校の学区
市立小・中学校に通う場合、学区は以下の通りとなる。
| 地域 | 小学校             | 中学校             |
| ---- | ------------------ | ------------------ |
| 全域 | 成田市立遠山小学校 | 成田市立遠山中学校 |

## 施設

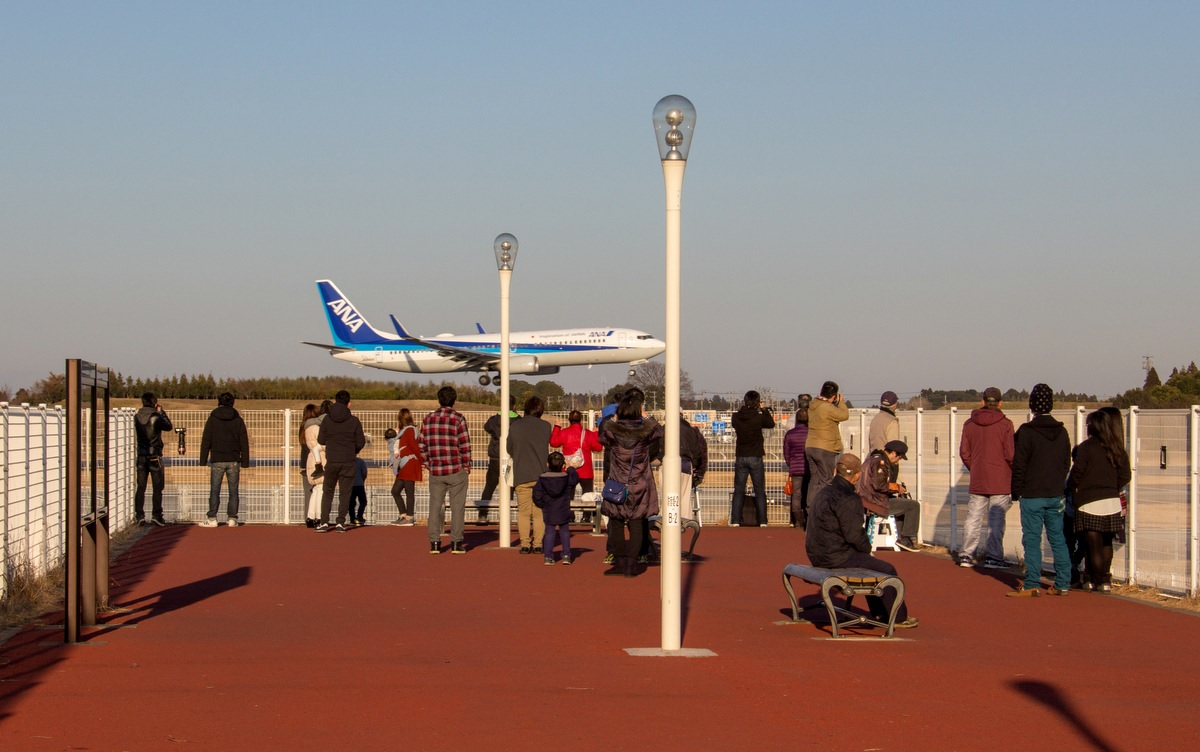
十余三東雲の丘

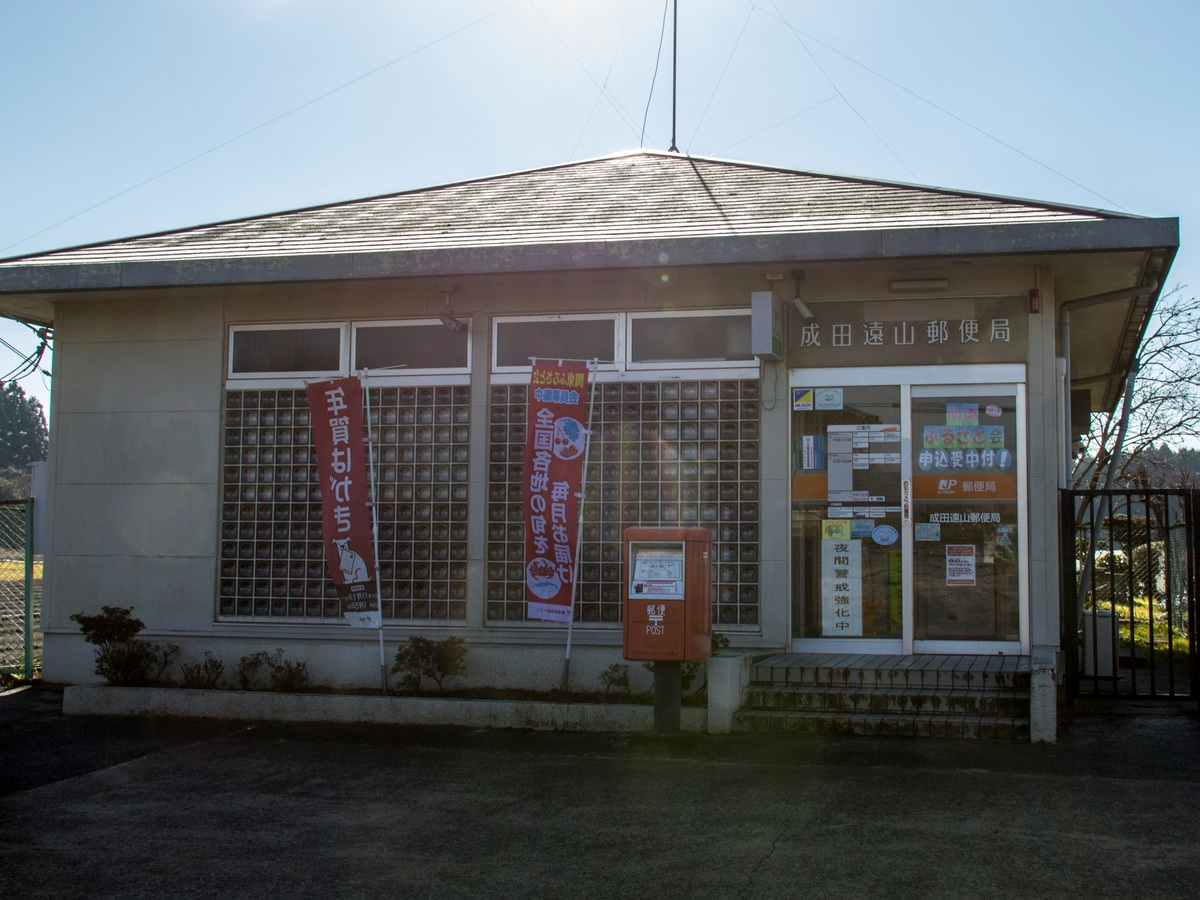
成田遠山郵便局

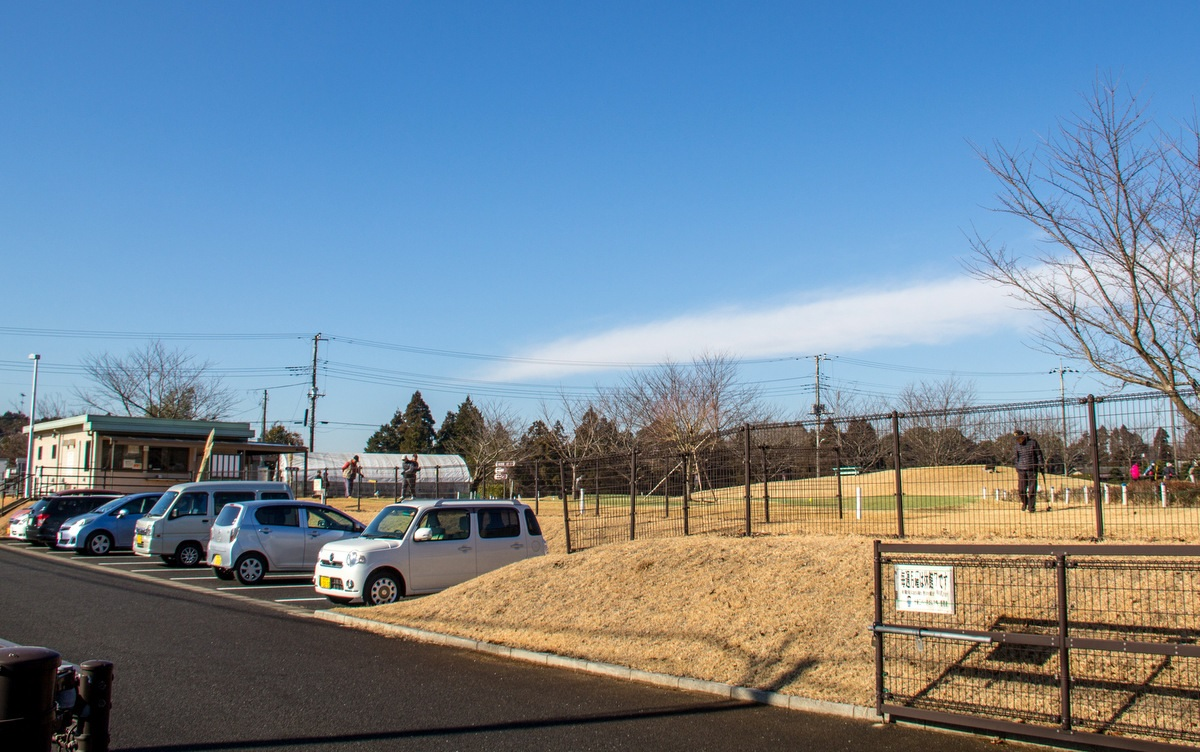
十余三パークゴルフ場

- 成田国際空港
- 十余三東雲の丘
- 成田遠山郵便局
- グリッサンドゴルフクラブ
- 十余三パークゴルフ場
- 成田クリーンパーク（最終処分場）
- 十余三運動施設
- 十余三駐在所
- JA成田市十余三農業機械事業所

## 交通

### 道路
- 国道51号
- 千葉県道115号久住停車場十余三線

### バス

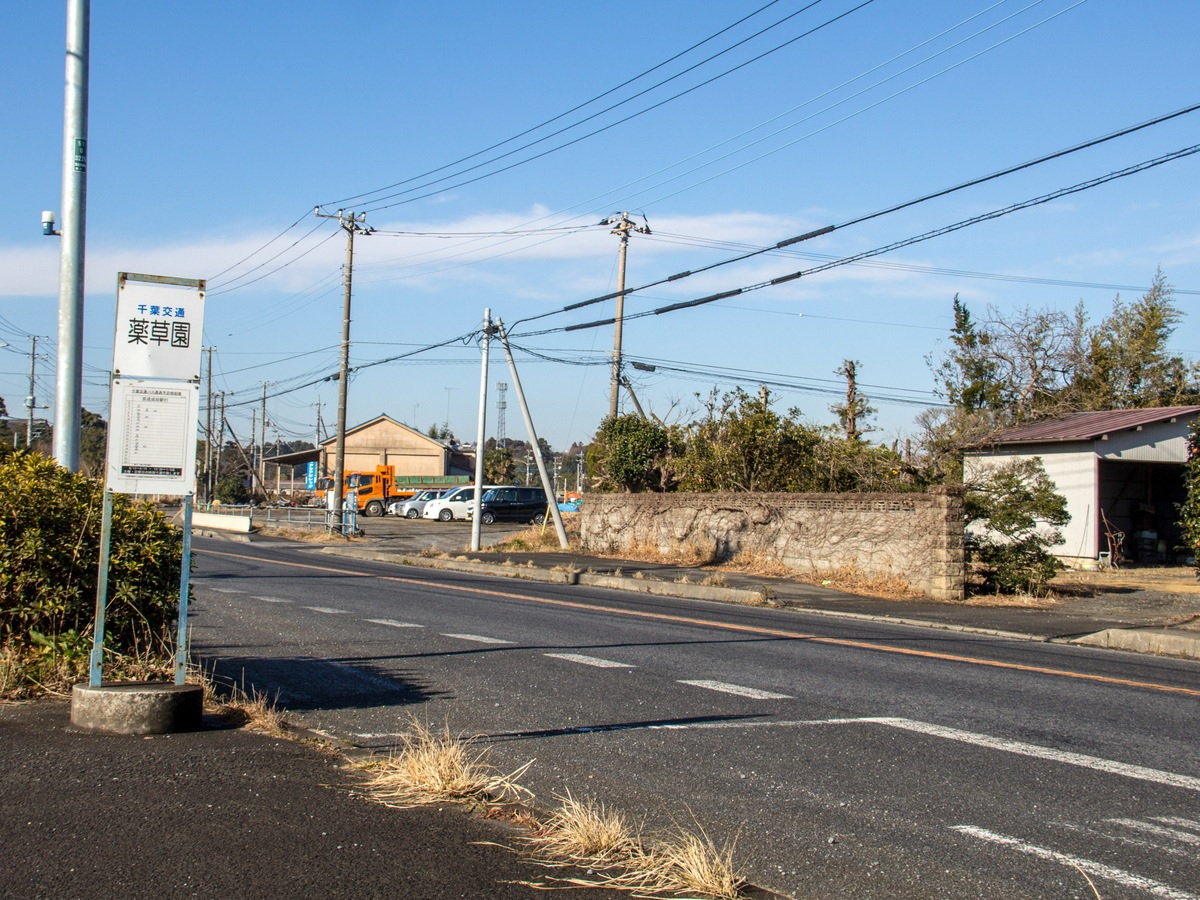
薬草園バス停

- 千葉交通バス（成田営業所）吉岡・佐原線 - 京成成田駅～大栄支所、佐原駅
  - （人丸（野毛平）） - 薬草園 - 十余三西部 - 東小学校 - 四本木 - 十余三東 - 十余三共栄 - （新田加藤（吉岡））